# Ripabottoni
Ripabottoni é uma comuna italiana da região do Molise, província de Campobasso, com cerca de 673 habitantes. Estende-se por uma área de 31 km², tendo uma densidade populacional de 22 hab/km². Faz fronteira com Bonefro, Campolieto, Casacalenda, Monacilioni, Morrone del Sannio, Provvidenti, Sant'Elia a Pianisi.

## Demografia
| Variação demográfica do município entre 1861 e 2011                               |
|                                                                                   |
| Fonte: Istituto Nazionale di Statistica (ISTAT) - Elaboração gráfica da Wikipedia |